# 저스트 머시
《저스트 머시》(영어: Just Mercy)는 2019년 개봉한 미국의 법정 드라마 영화이다. 데스틴 대니얼 크레턴이 감독과 공동각본을 맡았으며, 브라이언 스티븐슨의 동명 회고록이 영화의 원작이다. 2019 토론토 영화제에서 전 세계 최초로 공개되었다.

## 등장인물
마이클 B. 조던 - 브라이언역